# Antoine d'Abbadie
Pour les articles homonymes, voir Abbadie.
Antoine Thompson d'Abbadie, né à Dublin le 3 janvier 1810 et mort à Paris le 19 mars 1897, est un voyageur, explorateur, géographe, linguiste, astronome, mécène et membre de l'Académie des sciences, dont il fut le Président en 1892.

## Biographie

### La famille
Le père d'Antoine, Michel Arnauld d'Abbadie (1772-1832), mort à Paris du choléra, descend d'une ancienne famille d'abbés laïcs d'Arrast, commune du canton de Mauléon. En 1791, pour éviter les suites de la Révolution, Michel Arnauld émigre d'abord en Espagne, puis en Angleterre et Irlande ou il est armateur et fait l'importation de vins d'Espagne. Il épouse Eliza Thompson of Park (1779-1865), fille de médecin, le 18 juillet 1807 à Thurles dans le Comté de Tipperary.
Antoine d'Abbadie, né le 3 janvier 1810 à Dublin, est le deuxième enfant et fils aîné d’une fratrie de six enfants : 
- Elisa (1808-1875), qui épouse Alexandre Glais-Bizoin ;
- Antoine (1810-1896) ;
- Celina (1811-1894), religieuse ;
- Arnauld Michel (1815-1893) ;
- Julia (1820-1900), qui épouse Bernard Cluzeau de Cléran ;
- Charles (1821-1901), qui épouse Marie-Augustine-Émilie-Henriette Coulomb

Les trois frères
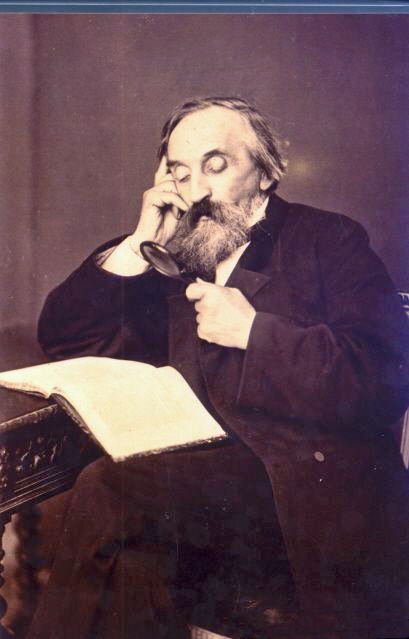
Antoine (c 1880)
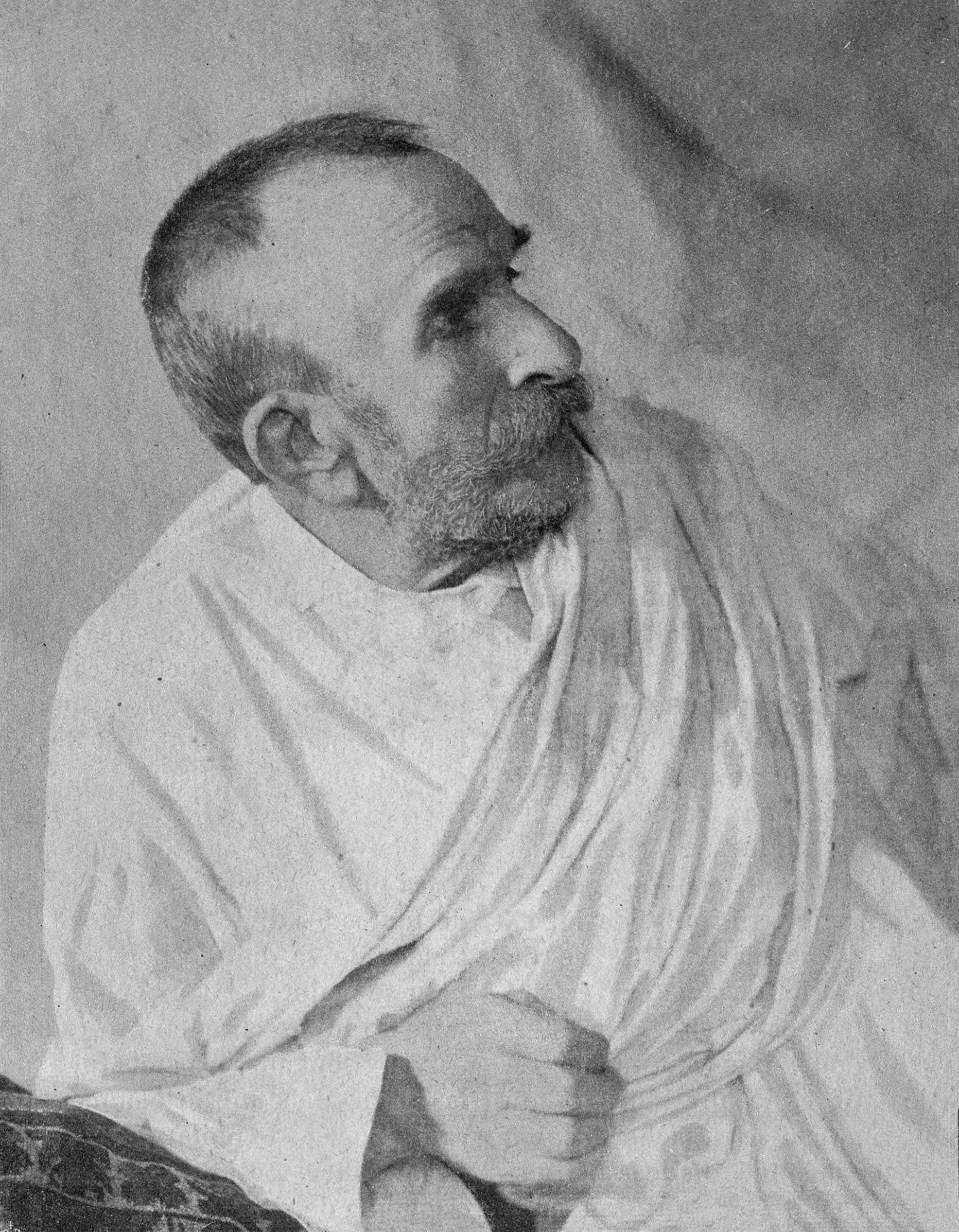
Arnauld (c 1880)
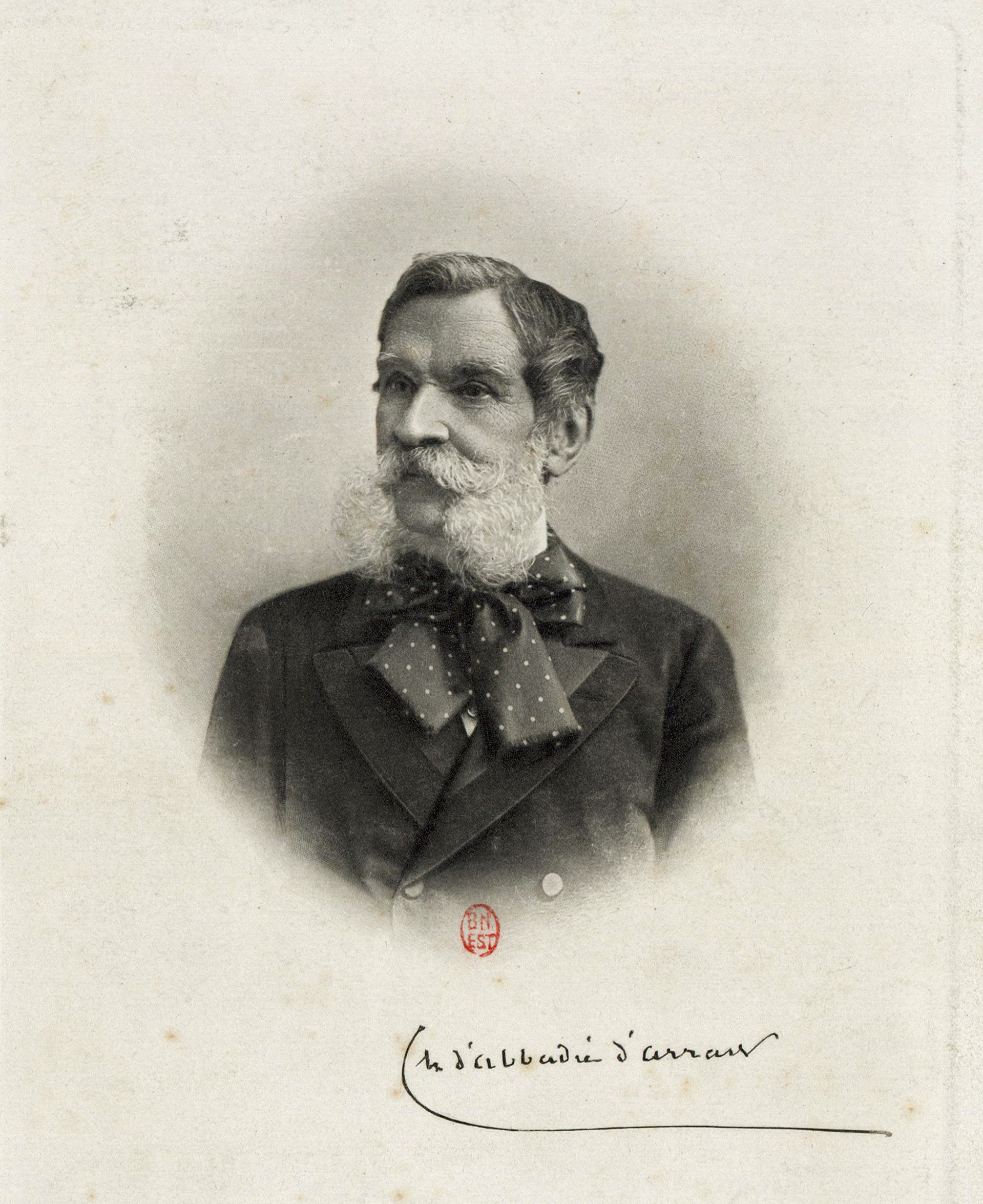
Charles (c 1870)

Les sœurs
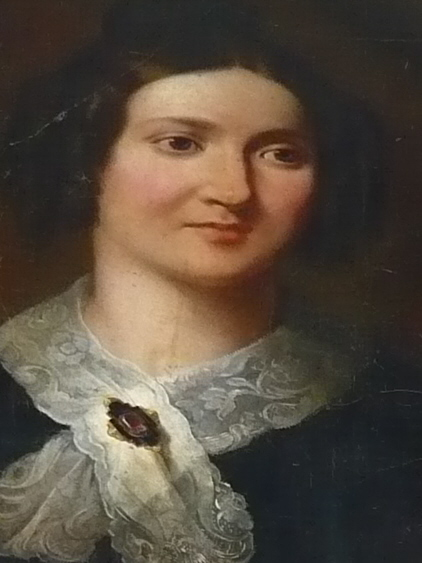
Célina (c 1830)
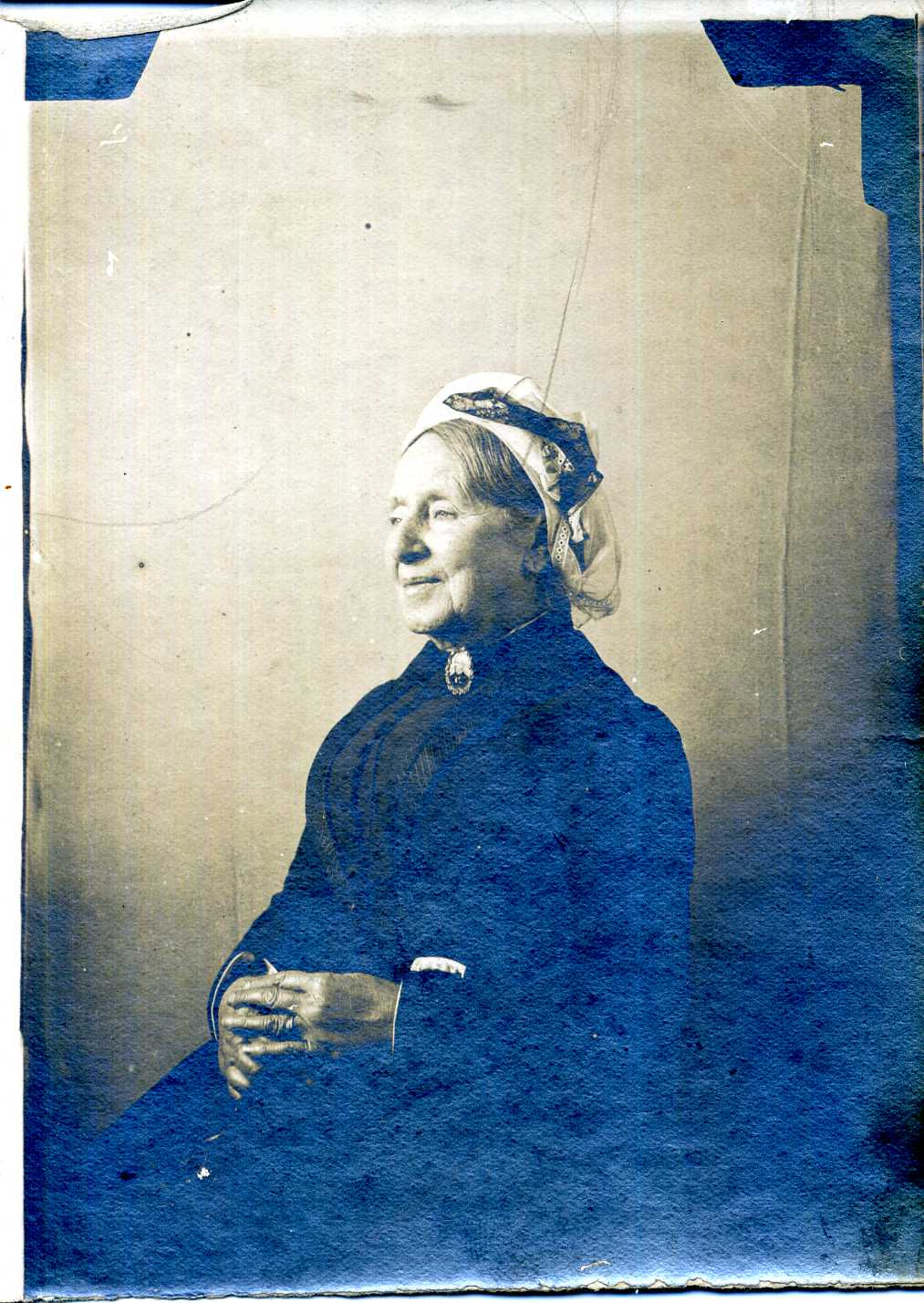
Julia (c 1880)

Le père d'Antoine, rentré en France en 1820, avait obtenu de Louis XVIII l'adjonction de d'Arrast à son nom patronymique d'Abbadie. Antoine avait fait des recherches généalogiques ; ses ancêtres n'étaient pas nobles et il refuse d'ajouter d'Arrast à son nom patronymique. C'est seulement en 1883 qu'Ardauld, Charles et son fils Arnauld Michel ont demandé à ajouter légalement d'Arrast à leur nom patronymique.

#### La brouille entre Antoine et ses frères
Comme dans toute « histoire de famille » les causes de la brouille sont certainement multiples, avec des non-dits et acrimonies. Ce qui est frappant est la dichotomie entre la face publique d'Antoine, où il est très humaniste, et la face privée, où il rompt ses relations avec ses deux frère et en moindre mesure avec ses sœurs, sauf avec Julia, la religieuse. Les relations entre Antoine et ses deux frères sont décrites par Goyhenetche, d'après une étude de leur correspondance.
En 1857, Antoine se brouille définitivement avec Charles. Il y a déjà de grandes divergences entre eux sur le plan politique, mais la rupture arrive quand Charles épouse une protestante, Marie-Augustine-Émilie-Henriette Coulomb, et devient lui-même protestant. Leur mère, catholique irlandaise n'acceptera jamais un tel mariage et Antoine, qui a reçu l'éducation de sa mère, suit la désapprobation maternelle. Leur sœur Sélina, qui est religieuse, supplie Charles de reprendre le bon chemin avant de mourir. Les deux autres sœurs, Elsa et Julia, tentent d’apaiser la situation, sans succès.
La rupture avec son frère Arnauld arrive en 1864. Ses causes sont complexes. Depuis leur enfance Arnauld et Antoine avaient une relation fusionnelle. Leur séjour de douze années en Éthiopie a renforcé cette relation. Le fait qu'Antoine puisse briser totalement cette relation sans influence extérieure paraît invraisemblable.
En 1863, Antoine et Virginie présentent à Arnauld une jeune Américaine, Elisabeth West Young. Élisabeth visite l'Europe avec sa mère et sa sœur. Les fiançailles ont eu lieu rapidement et Élisabeth, d'une famille protestante, se convertit au catholicisme avant leur mariage. La mère d'Arnauld et d'Antoine approuve le mariage. Pourtant, Antoine a employé tous les moyens pour l'empêcher.
Pendant son séjour en Abyssinie, Arnauld s'était déjà marié vers 1846 avec une Éthiopienne, Waleta Rafaël, dont il a eu une fille, Maïtena de Kaisowane. Le couple est très probablement marié selon le rite de l'Église éthiopienne et Arnauld considère qu'il n'est plus libre de se marier en France. En 1864, Arnauld prend conseil auprès des instances épiscopales en France qui estiment que, son mariage éthiopien n'étant pas reconnu par Rome, il est libre de se marier.
Il est possible qu'Antoine, très rigoriste, ne soit pas du même avis, d'où son opposition au mariage, qu'il considère comme bigame. Cependant, à plusieurs reprises il avance un autre motif : Elisabeth West Young n'a pas reçu l'approbation de son père pour son mariage, étant donné que celui-ci est resté aux États-Unis pendant que son épouse et leurs filles ont fait le tour d'Europe, la guerre de Sécession qui faisait rage aux États-Unis rendant toute communication difficile, l'argument d'Antoine pour s'opposer au mariage semble plus que léger.
Sa mère oblige Antoine et Virginie à assister au mariage. Sur son lit de mort en 1865, elle tente de réconcilier les trois frères, en vain.
Il y a aussi un facteur plus insidieux qui empoisonne les relations entre Arnauld et Antoine ; c'est l'attitude de Virginie. Elle entretient des sentiments haineux et tient des propos très désobligeants envers Arnauld, son épouse et leurs neuf enfants. Dans la correspondance avec Arnauld, on voit qu'Antoine est tiraillé entre son amour fraternel pour Arnauld et son amour pour son épouse. Leurs relations cessent complètement vers 1870 ; Antoine suit la ligne de conduite dictée par Virginie.
Il semble que Virginie aurait fait des avances à Arnauld, qui les aurait refusées…
Antoine et Virginie, sans enfant, ne lèguent rien de leur fortune aux enfants de Charles et d'Arnauld. Ce dernier, ruiné à la suite du scandale de Panama, meurt en 1893, laissant sa veuve et neuf enfants démunis.
Une version plus romanesque de la brouille entre les deux frères est évoquée dans un roman écrit par un des arrière-petits-enfants d'Arnauld d'Abbadie d'Arrast, Benoît de Saint Chamas : "le Géographe et l'Astronome", nouvelle publiée dans le recueil les "Contes de l'alphabet".

### L'éducation d'Antoine d'Abbadie
Michel d'Abbadie revient en France avec sa famille vers 1820. Il se fixe d'abord à Toulouse, où il veille à l'éducation de ses enfants. Tous sont confiés aux soins d'une gouvernante : « J'ai été élevé, nous dit d'Abbadie, avec mes sœurs, à l'anglaise, toute la journée, toute la nuit dans un dortoir, avec une servante qui veillait scrupuleusement sur nous ; et à peine, chaque soir, avions-nous une heure, une seule heure, non pour converser avec nos parents par un familier tutoiement, mais, en entendant tout au plus quelque petit conte de papa, pour être relégués à nos jeux dans un coin de la salle, et répondre à toute question par des Vous, des oui Monsieur, des oui Madame. »
Antoine reste trois ou quatre ans à la maison, « Loin du martinet d'un maître d'études de pensionnat ». Mais, à 13 ans, il est envoyé au collège où il déploie une ardeur exceptionnelle. Encore enfant, il manifeste une curiosité insolite pour l'inconnu qui l'environne : « Qu'y a-t-il au bout du chemin ? demandait-il à sa gouvernante. — Une rivière, mon ami. — Et après la rivière ? — Une montagne. — Et après la montagne ? — Je ne sais pas, je n'y suis jamais allée. — Eh bien j'irai voir », réplique l'enfant. (Antoine d'Abbadie garde toute sa vie cette curiosité insatiable. Il assimile très rapidement les langues et parle anglais, italien, allemand, latin, grec, hébreu, arabe, berbère et au moins cinq langues éthiopiennes.)
En août 1827, il obtient son baccalauréat et retourne à Toulouse pour devenir étudiant en droit. Ses plus proches amis à cette époque sont Pierre Étienne Simon Duchartre, Bernard-Adolphe Granier de Cassagnac et Léonce Guilhaud de Lavergne. Ces jeunes gens parlent souvent de leurs projets d'avenir. Antoine d'Abbadie sait exactement ce qu'il veut devenir : explorateur en Afrique ! Son projet est d'étudier les civilisations chrétiennes d'Abyssinie, de les aider à survivre face à un Islam conquérant et, accessoirement, de chercher les sources du Nil.
En 1828, sa famille s'installe à Paris, rue Saint-Dominique, et Antoine consacre les six années suivantes à la préparation de son projet, par la lecture des récits des voyageurs et l'étude des langues, des religions et de la littérature. Il suit également des cours de Droit, Géologie, Minéralogie, Astronomie et Histoire naturelle à la Faculté.
Sa préparation n'est pas seulement intellectuelle ; il se prépare également physiquement aux fatigues et aux privations qui attendent les explorateurs : il est très habile en escrime, en gymnastique et en course à pied. C'est un nageur exceptionnel. Il pratique également des privations alimentaires.
Il se rend en Irlande, son pays natal, en 1835, à la fin de ces années d'apprentissage.

### Les grandes étapes de sa vie
- 1832 : Antoine hérite la fortune de son père. Les rentes produites par cet héritage lui permettent de voyager où il veut, quand il veut ; de faire construire des appareils scientifiques sophistiqués et d'être mécène. Toutes les dépenses pour ses travaux sont réglés à ses frais.
- 1836 : sa première mission scientifique, faite à la demande d'Arago pour l'Académie des sciences, est au Brésil pour faire des mesures du champ magnétique terrestre. Il part en novembre 1836 dans la frégate L'Andromède et il a comme compagnon de voyage Louis-Napoléon Bonaparte, exilé après la Tentative de soulèvement de Strasbourg. Les deux jeunes hommes se lient d'amitié, ce qui aura pour conséquence l’anecdote racontée plus bas sur le château d'Abbadia.

Antoine d'Abbadie reste presque douze mois au Brésil et en septembre 1837 il et de retour à Paris où il dépose les résultats de ses observations, puis, le 1 octobre il part rejoindre son frère Arnauld, déjà au Caire.
- 1838-1849 : il entreprend l’exploration de l'Abyssinie (l'Éthiopie) avec son frère Arnauld, à la recherche (vaine) des sources du Nil (pour plus d'information voir Antoine et Arnauld d'Abbadie et les sources du Nil). Au cours de ces onze années de recherches, ils recueillent des trésors scientifiques d'ethnographie et de linguistique. Antoine cartographie ce pays encore peu connu et ses relevés géodésique produisent des cartes d'une précision exceptionnelle.
- 1842 : médaille d’argent, puis en 1850, médaille d'or de la Société de Géographie (partagée avec son frère)[4].
- 27 septembre 1850 : Antoine et Arnauld d'Abbadie sont faits chevaliers de la Légion d'honneur[5].
- 1852 : Antoine est élu correspondant de l'Académie des sciences. Sa vie scientifique se poursuit à travers le monde lors d'expéditions pour continuer l'étude du magnétisme terrestre, observer des éclipses solaires (en Norvège en 1851, en Castille en 1860 ou en Algérie en 1867) ou le passage de Vénus devant le Soleil (Haïti, 1882).
- 1858 : il entreprend la construction d'un observatoire à Hendaye sur les plans de Clément Parent.
- 1859 : Dès son retour en France en 1849, Antoine cherche une épouse qui conviendrait à son rang social. Les péripéties de cette quête sont détaillés dans la thèse de V. Delpech[6]. Après dix ans de tentatives diverses Antoine épouse Virginie Vincent de Saint-Bonnet (1828-1901)[7], petite-fille de Denis Bertholon de Polet et originaire de Pollet, hameau de Saint-Maurice-de-Gourdans[8] dans l'Ain.

Virginie Vincent de Saint-Bonnet
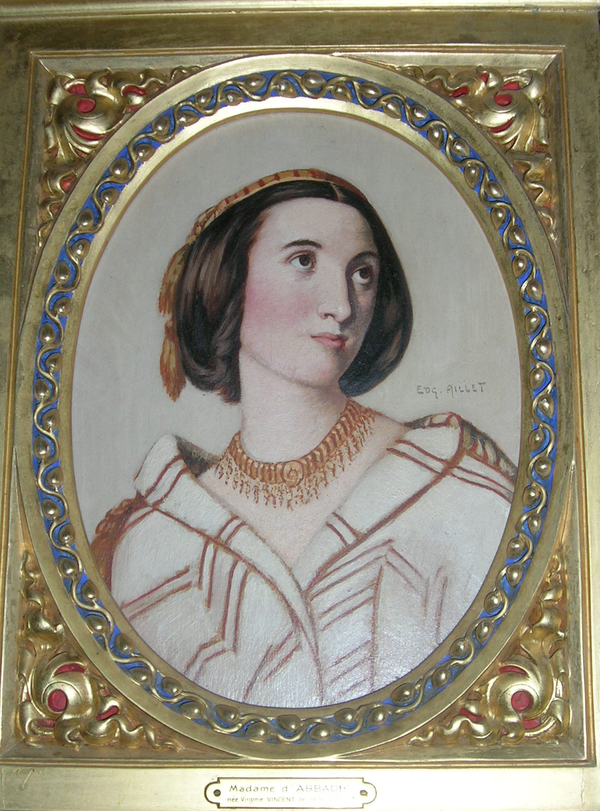
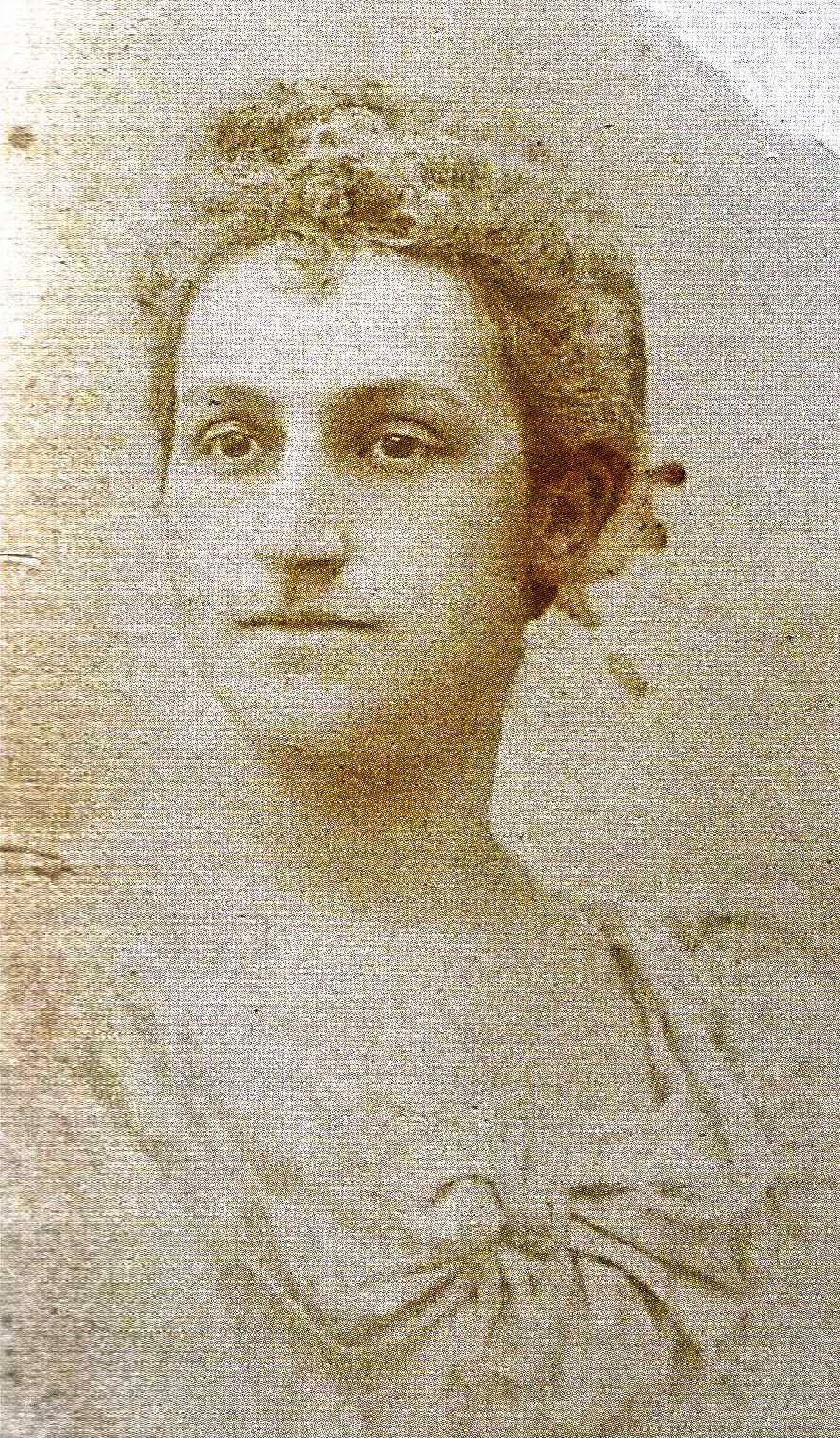
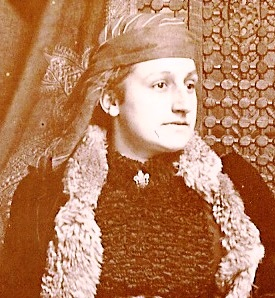

- 1863 : Antoine d'Abbadie est l'un des fondateurs et premier président de la Société de linguistique de Paris.
- 1864 : construction, aux côtés de l'observatoire, d'une demeure néogothique dessinée par Viollet-le-duc et construite par son associé Edmond Duthoit : le château d'Abbadia. Les visiteurs du château peuvent remarquer qu'il manque une pierre au balcon d'une des fenêtres. Cette pierre ne sera jamais posée, par le vœu d'Antoine d'Abbadie. L'histoire de cette « dernière pierre manquante » est rocambolesque[Note 5].
- 22 avril 1867 : Antoine est élu membre de l'Académie des sciences.
- 1871-1875 : Antoine d'Abbadie est maire d'Hendaye.
- 1876 : un nouvel observatoire est construit, plus en conformité avec le style de l'édifice. D'Abbadie l'équipe d'une instrumentation unique au monde à cette époque : lunette méridienne, horloges et accessoires sont décimaux (pas d'angles en degrés mais en grades, heures de cent minutes).

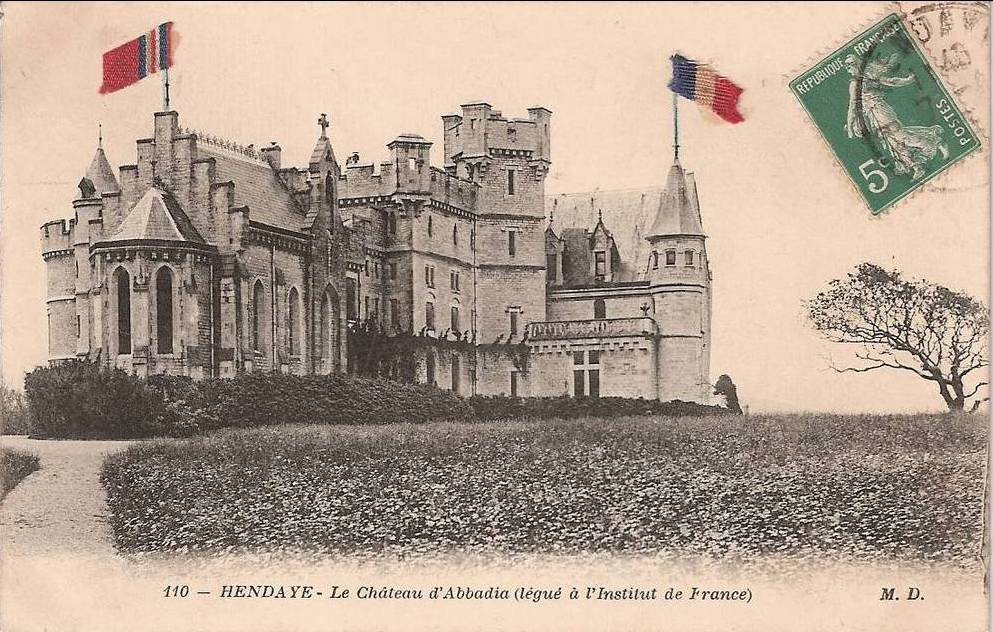
Le château
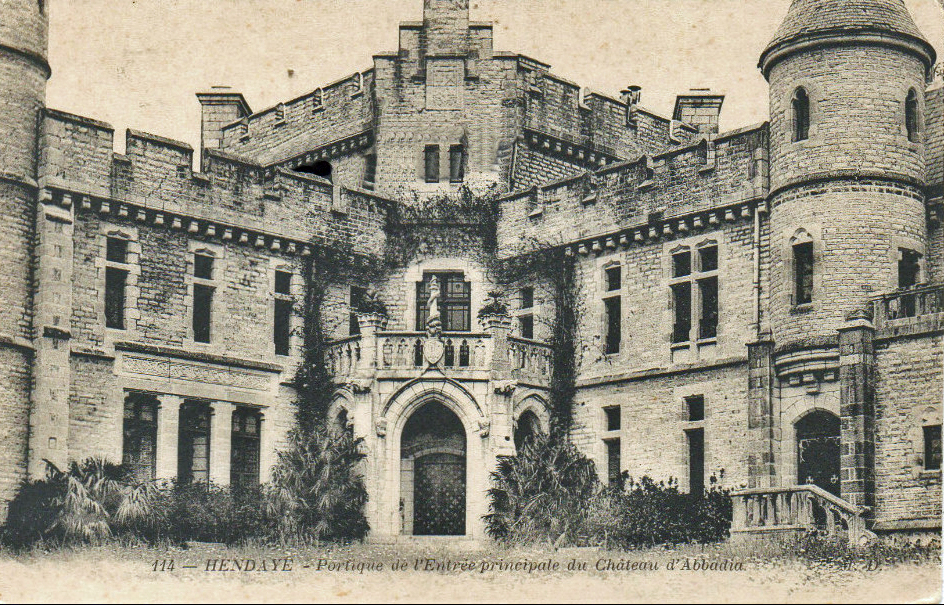
L'entrée principale du château
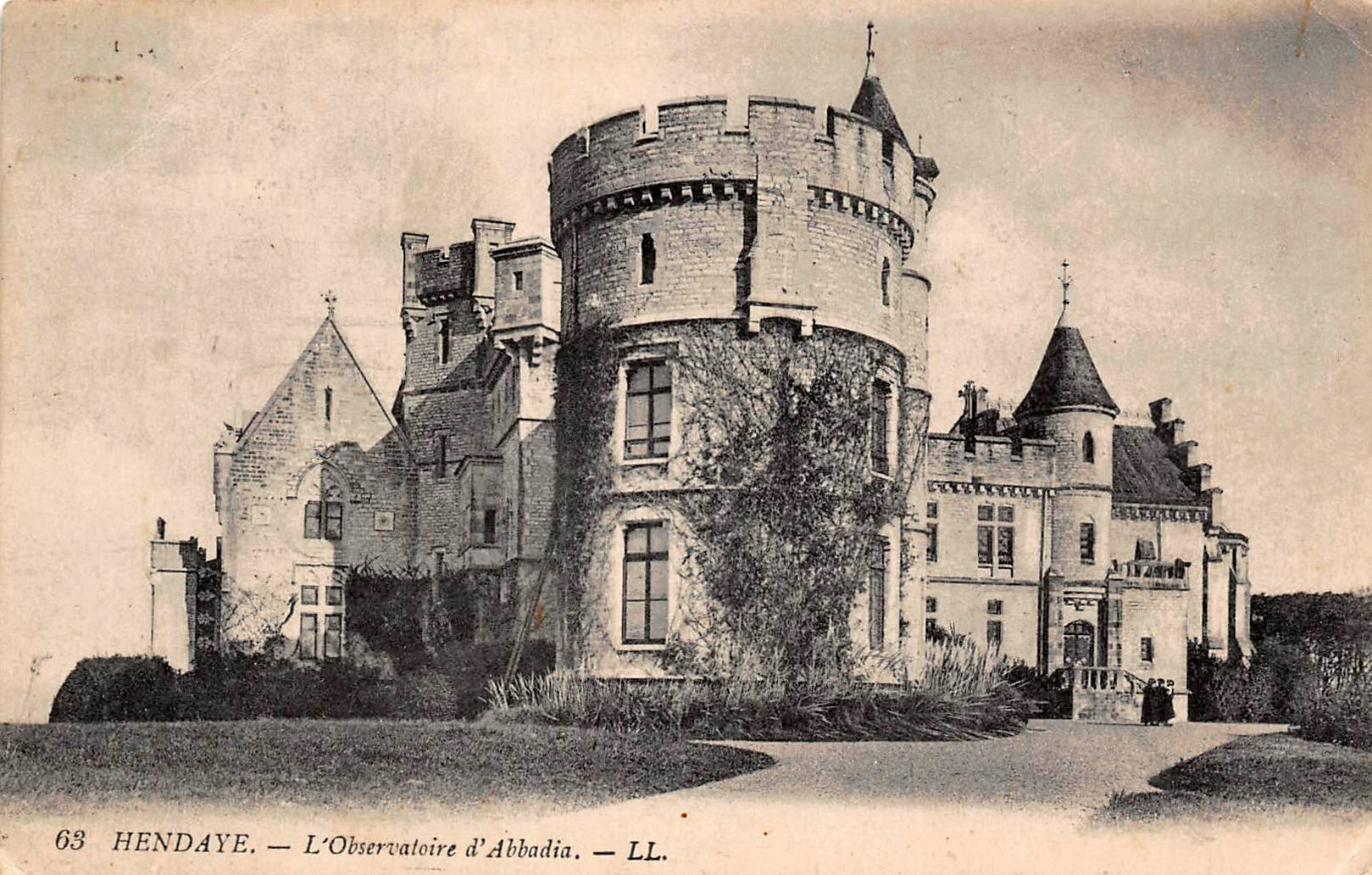
L'Observatoire

Autour du château et à l'intérieur il réalise de nombreuses expériences de géodésie, de géophysique, de physique et d'astronomie. Un de ces instruments les plus importants (par sa taille et la quantité d'observations faites avec) est la « nadirane ». Cet instrument unique est destiné à l'observation des changements de la direction de la verticale (la direction du fil à plomb). Il détecte aussi de faibles secousses telluriques.
- 1878 : Il est nommé membre du Bureau des longitudes[9].
- 1881 : Antoine d’Abbadie est promu commandeur de l’Ordre de Saint-Grégoire-le-Grand et un privilège est accordé à l’autel de la chapelle du château[10].
- 1883 : président de la Société de linguistique.
- 1891 : vice-président de l'Académie des sciences.
- 1892 : président de l’Académie des sciences ; président de la Société de Géographie.
- 1893 : Pierre Loti s'installe à Hendaye et établit une relation amicale et épistolaire avec Virginie d'Abbadie[11],[12] ; il lui dédié son roman Ramuntcho.

Antoine d'Abbadie meurt en 1897 à Paris, 120 rue du Bac, dans la maison où mourut Chateaubriand. Il obtient que son corps repose en terre basque, sous l'autel de la chapelle de son château. Son épouse Virginie meurt en 1901. Elle repose également dans la crypte, sous l'autel.

### Legs du château d'Abbadia
En janvier 1896, dans une donation entre vifs, Antoine d'Abbadie stipule que, lors du décès de son épouse, l'Académie des sciences entrera en possession de sa fortune : c'est-à-dire le château d'Abbadia et plus de 300 ha de terres, dont la rente annuelle est estimé à 40 000 fr.
Il impose une condition : dans les cinquante ans, un catalogue de 500 000 étoiles doit être dressé en sa mémoire (un rapport de ces travaux sur le catalogue est donné par Jean-Eudes Arlot.)
Dans la séance du 27 janvier 1896, le président Alfred Cornu remet à Antoine d'Abbadie une médaille portant sur une face l'image d'Arago et sur l'autre la mention de la donation faite et les remerciement de la Compagnie.
Le château est toujours la propriété de l'Académie des sciences. C'est un musée ayant obtenu en 2011 le label Maisons des Illustres.

### Antoine d'Abbadie et le Pays Basque
Antoine d'Abbadie est très attaché à son identité basque et à la préservation de la langue et de la culture basque. En 1836, à l'âge de 26 ans, il publie avec Augustin Chaho l'ouvrage Études grammaticales sur la langue basque, dédié « aux Basques des 7 provinces », en basque : Zazpi Uskal Herrietako Uskalduner. Il poursuit ses travaux sur la langue jusqu'à sa mort (voir ci-dessous). La popularité de la devise Zazpiak Bat lui est attribuée.
En 1851 Antoine d'Abbadie lance les fêtes euskariennes à Urrugne. Ces fêtes,,, dont il fut toute sa vie le grand mécène, sont organisées à travers le Pays basque de France et d'Espagne pour stimuler la renaissance de la langue et de la culture basque.
La mort d'Antoine d'Abbadie en 1897 n'interrompt pas cette tradition et les fêtes perdurent encore une trentaine d'années.

Zazpiak Bat
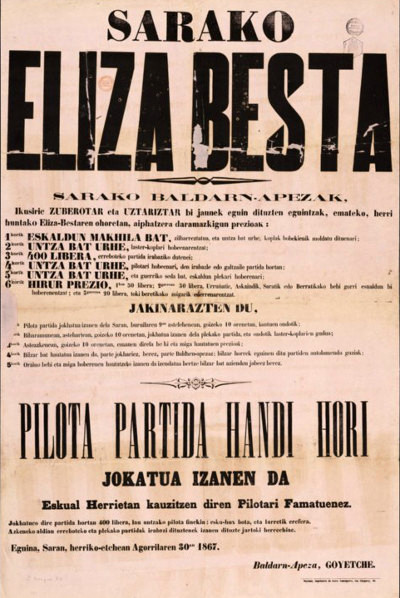
Sare (1867)
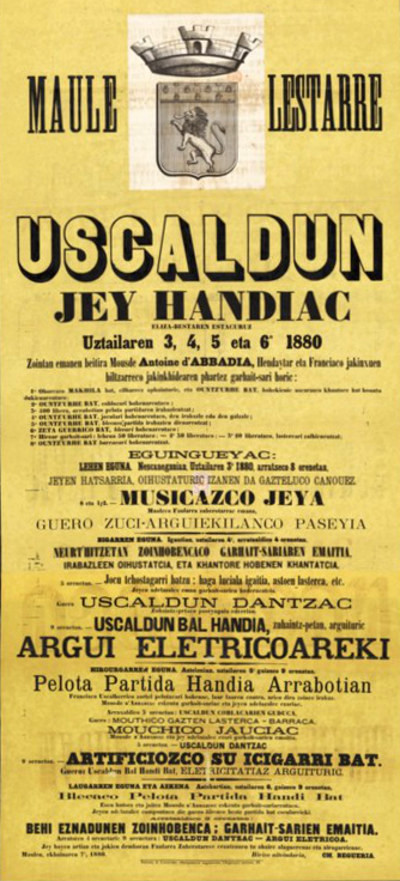
Mauléon (1880)
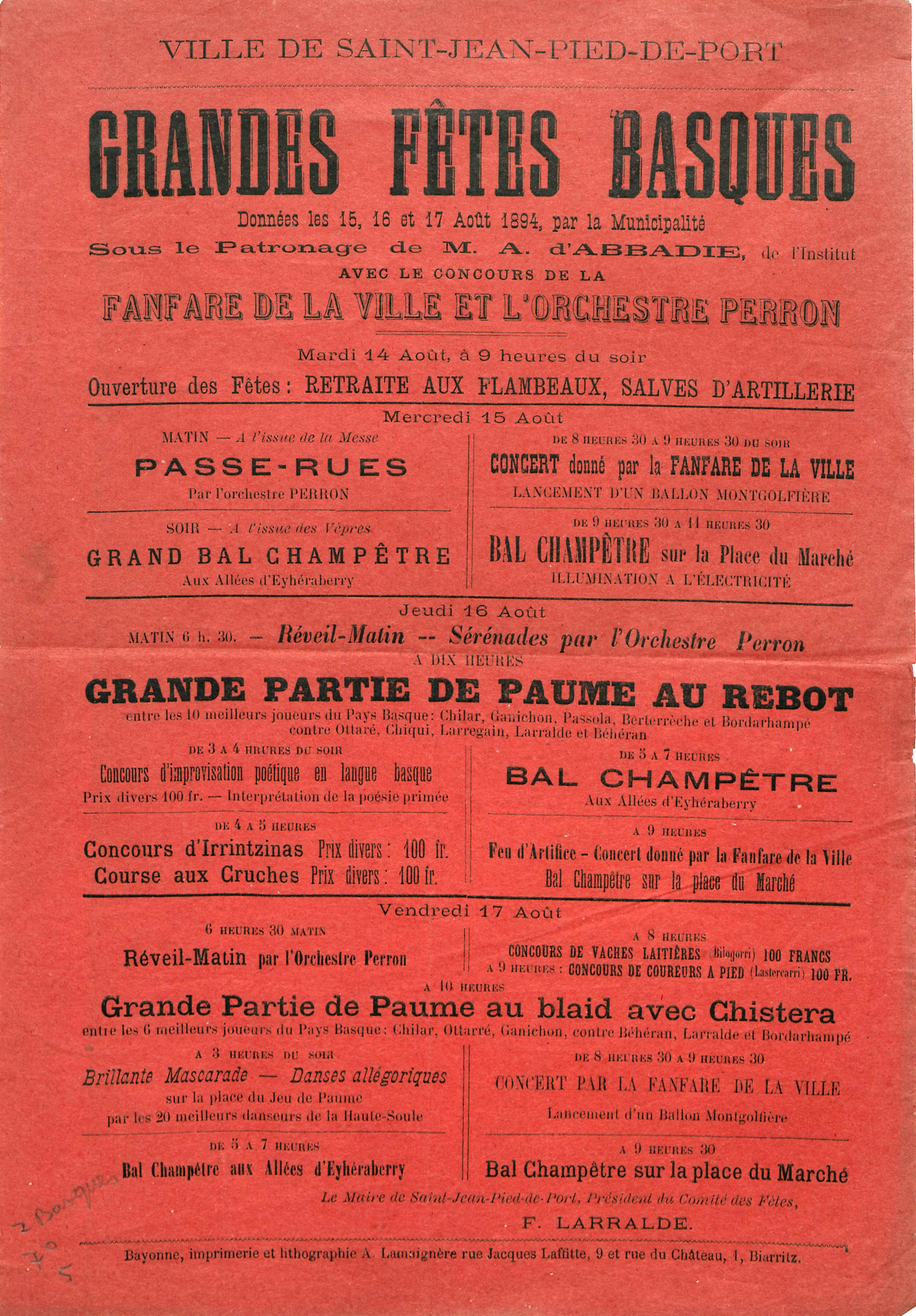
Saint-Jean-Pied-de-Port (1894)
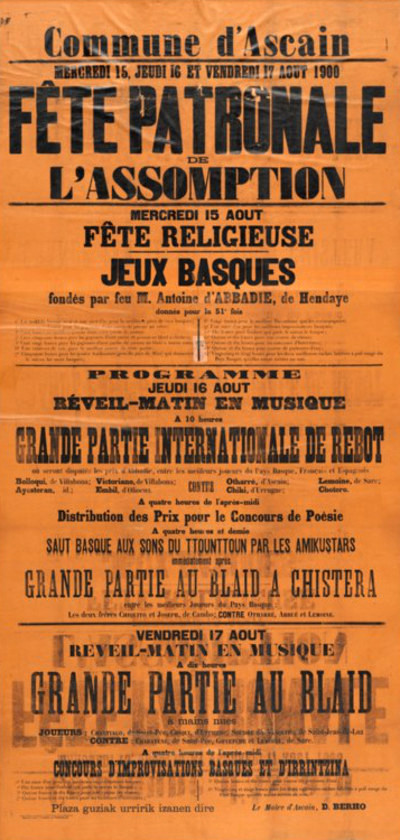
Ascain (1900)

En 1892 Antoine d'Abbadie reçoit un makila d'honneur et le surnom d'« Euskaldunen Aïta » ou « Père du peuple basque ». Ce makila est enterré avec lui dans le crypte du château d'Abbadia.

## Les travaux d'Antoine d'Abbadie

### Voyage en Éthiopie
Le début du XIXe siècle marque l'essor de l’exploration de l’Afrique par les pays européens en quête d'empires coloniaux. Au début, on se limite à la reconnaissance des grands fleuves. La géographie, la géodésie, la géologie et l’ethnographie de vastes régions africaines restent totalement inconnues ; ainsi le triangle : Harar-Magadoso-Cap Guardafui de la Corne de l'Afrique est blanc sur les cartes de 1840.

Points de triangulation

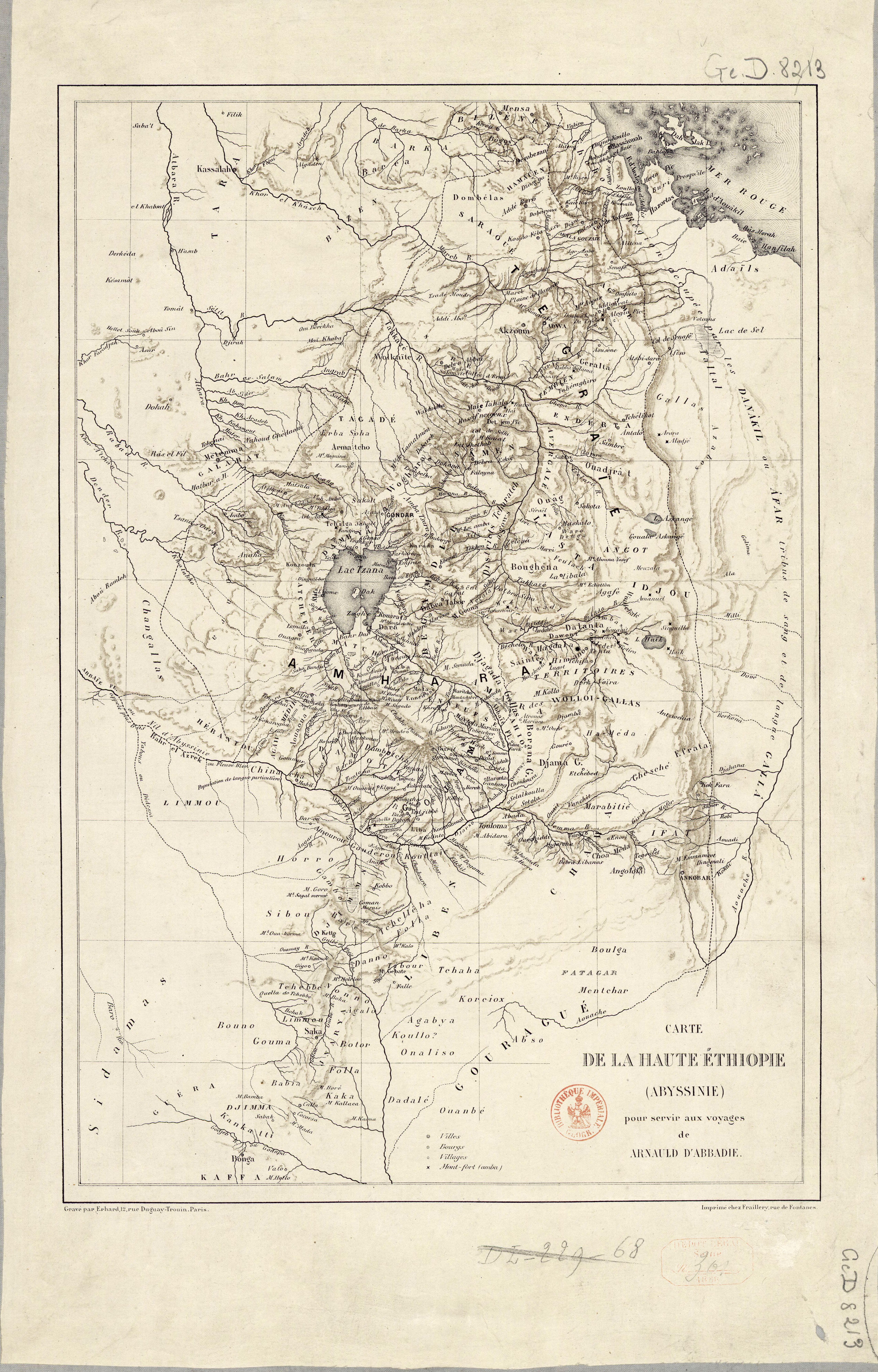
Carte pour les voyages d'Arnauld

Le territoire à explorer est énorme. Antoine se limite à l’Abyssinie, dont les quatre provinces représentent plus de 300 000 km2. Les conditions de pénétration sont extrêmement difficiles : 
- Les querelles ethniques sont permanentes ;
- Les guerres religieuses, généralisées (catholiques, protestants, musulmans, coptes, animistes, juifs, etc.) ;
- Les barrages linguistiques, nombreux (l’alphabet éthiopien comporte 267 caractères et une trentaine de langues et dialectes) ;
- Les maladies, endémiques : typhus, lèpre, ophtalmies ;
- La suspicion des autres puissances coloniales : Angleterre, Italie, Allemagne et Turquie soupçonnent les frères d'Abbadie d'être des espions[Note 6].

Les deux frères, en compagnie du père Sapeto, débarquent à Massaoua en février 1838 et arrivent à Gondar le 20 mai 1838. Par tactique, le trio se dissocie, Arnauld, le guerrier et le diplomate, retrouve souvent le frère scientifique, mais il est souvent seul, menant une vie d’aventures.
Antoine n'est pas simplement un explorateur scientifique. Il ne faut pas oublier qu'il est issu d'une famille d'abbés laïcs. Il l’a dit lui-même, sans les Événements de 1793, il signerait : « Antoine d’Abbadie, Abbé lai d’Arrast en Soule ». On peut voir en lui un croisé scientifique. Antoine d'Abbadie va dans les montagnes éthiopiennes aussi pour aider la religion chrétienne en déclin, menacée par un Islam conquérant,.
Antoine se fond dans la population : il circule en habits traditionnels, pieds nus (les chaussures sont portées par les juifs et les lépreux), avec un équipage réduit. Il possède une connaissance approfondie des langues locales. Son bilan est impressionnant :
- Géographie : Antoine publie une révision topographique des rivages de la Mer Rouge et introduit 1 200 corrections toponymiques bilingues, qui serviront lors du percement du canal de Suez ;

- Météorologie : des milliers de mesures de température, pression atmosphérique, hygrométrie sur tout le territoire ;

- Géodésie : c'est le magnum opus d'Antoine d'Abbadie. Il réalise la triangulation d'un territoire d’une superficie supérieure à celle de la France. Le maillage plus serré couvre à lui seul la moitié de la superficie de notre pays. Pour ce faire, il utilise des techniques de son invention. Il fait preuve d'un soin obsessionnel pour les détails et la traque des erreurs. Ses mesures d'altitude sont en erreur de moins de 7 m sur des sommets d'environ 2 500 m et ses erreurs de positionnement en latitude et longitude dépassent rarement 1 ou 2 km. Cet immense vide géographique qu’Antoine a parcouru va se meubler par la publication de cartes d'une précision inouïe représentant une superficie d'environ 300 000 km2 ;

- Anthropologie, ethnologie et linguistique : les frères d’Abbadie n’ont pas seulement circulé en Abyssinie, ils ont aussi beaucoup vu, écouté et noté ; la géographie humaine rejoint la géographie physique, mais aussi la religion, des textes législatifs, l’ethnographie, la philologie, la linguistique, la numismatique, l'histoire, etc. Ils recueillent 250 manuscrits anciens, créent le premier dictionnaire amharique-français de 15 000 mots et un lexique de 40 000 mots provenant de 30 langues différentes.

À la fin de l'année 1846, après une longue période de silence des frères, leur mère s’inquiète. Elle demande des informations par le biais du Vatican. Avec l’accord du vice-roi d’Égypte Méhémet Ali, Charles, le troisième frère, part à leur recherche. Ils se retrouvent le 18 juin 1847 et un an après, le 4 octobre 1848, les trois frères d’Abbadie quittent l’Éthiopie pour rentrer en France.

### Les travaux scientifiques
Antoine d'Abbadie n'est pas considéré comme l'un des savants français majeurs du XIXe siècle, mais plutôt comme un « amateur éclairé », du fait qu'il n'a jamais occupé de poste universitaire. Certes, il n'a pas fait de découverte scientifique majeure mais, quand on examine ses travaux, on est forcé de constater que, par son acharnement, son obsession pour les détails, sa recherche de la précision, il a apporté des avancées importantes dans :
- le géomagnétisme : depuis sa première mission au Brésil en 1836-1837[Note 9], jusqu'à son dernier grand voyage en 1884[22],[Note 10], il mesure, avec des instruments de sa conception, l'intensité et la direction du champ magnétique terrestre. Il pressent les déplacements des pôles magnétiques et les orages magnétiques mais il est en avance sur son temps. Antoine d'Abbadie n'enregistre pas seulement les variations séculaires, mais aussi de petites variations diurnes régulières. À l'époque, ces dernières étaient inexpliquées ; aujourd'hui on sait qu'elles sont l'effet des courants électriques dans l'ionosphère, qui varient avec la position et l'activité du soleil ;

- la cartographie : La technique de la « géodésie expéditive », inventée par Antoine d'Abbadie, lui permet de produire, pour la première fois, des cartes très précises de l'Abyssinie. Au total, il publie une trentaine de cartes ; Les cartes d'Antoine d'Abbadie sur Commons

- la Verticale et surface de niveau : Le problème des variations de la verticale est une véritable obsession pour Antoine d’Abbadie. Vers 1854, à Arragorri, il construit une tour de 10 m de haut et dépose un bain de mercure à la base pour visualiser le plan horizontal. Antoine d'Abbadie arrive à détecter de très petites variations de la verticalité de la tour. Il consacre beaucoup de temps à comprendre la cause de ces variations. Il a intuitivement pressenti des éléments de réponse, comme les marées terrestres, les variations de la gravité, les effets de la rotation du globe, mais la technologie encore élémentaire de l’époque le retarde dans ses recherches qu’il va abandonner peu à peu.

L'observatoire d'Abbadia est aussi équipé pour détecter de légères secousses telluriques. Dans la cave, un inclinomètre et un sismomètre au contact de la roche mesurent les variations de la verticale qui matérialisent l’élasticité et les déformations terrestres lors de secousses sismiques et des marées océaniques et terrestres.
Antoine d’Abbadie y a fait installer deux nadiranes dans le parc (ancré à 8 mètres de profondeur sur 71 mètres de long), et à l’intérieur du château (la cuve restée dans la cave en est le seul vestige visible).
| - La lunette méridienne - L'observation astronomique |

- l'Astronomie de position : Les problèmes d’astronomie retiennent son attention en permanence et resteront l’un de ses objectifs jusqu’à son décès : éclipses, occultations et appulses[Note 11] ; taches solaires et liaisons avec les orages magnétiques et surtout un catalogue des positions de plusieurs centaines de milliers d’étoiles.

Son observatoire est la dernière salle mise en place à la fin de la construction du château d'Abbadia et Antoine d'Abbadie fournit les moyens financiers à son fonctionnement. Elle est animée par une équipe de six à huit astronomes.
La pièce maîtresse de l’observatoire est une lunette méridienne de 2,05 m de focale qui permet d’obtenir des mesures angulaires au 1/10 000 de grade près (± 0,324 sec.d'arc). Antoine d'Abbadie, avec son équipe, a commencé la constitution d'un catalogue de 500 000 étoiles. Une condition de son legs à l'Académie des sciences est que ce travail d'inventaire soit poursuivi. Ce programme continuera après sa mort, mais s'arrêtera en 1975 avec la fermeture de l’observatoire.
Antoine d'Abbadie voyage également pour faire des observations astronomiques (Norvège, 1860 : éclipse totale du soleil ; Espagne, 1867 : éclipse totale ; Algérie : éclipse totale ; Antilles, 1882-1883 : observation du transit de Vénus, où il utilise avec succès la photographie astronomique).

## Les publications d'Antoine d'Abbadie
Les publications d'Antoine d'Abbadie sont divisées en sept groupes ; dans chaque groupe, elles sont classées par ordre chronologique.

## Les manuscrits éthiopiens d'Antoine d'Abbadie
Antoine d'Abbadie, après ses voyages en Éthiopie, rapporte en France 271 manuscrits. Cette collection, après son décès, passe à l'Académie des sciences, qui la met en dépôt en 1901 à la Bibliothèque nationale de France.
Un premier catalogue est fait par Antoine d'Abbadie lui-même en 1859 : 
- Catalogue raisonné de manuscrits éthiopiens appartenant à Antoine d'Abbadie, Paris, Imprimerie Impériale, 1859, 254 p. (lire en ligne sur Gallica).

Un deuxième catalogue, plus détaillé, est publié par Marius Chaine en 1912 :
- Catalogue des manuscrits éthiopiens de la collection Antoine d'Abbadie, Paris, Bibliothèque Nationale, 1912, 192 p. (disponible sur Internet Archive).

L'examen des documents est entrepris et publié entre 1912 et 1915 par l'orientaliste Carlo Conti Rossini :
- « Notice sur les manuscrits éthiopiens 1-6 de la collection d'Abbadie (I) », Journal asiatique, vol. 19,‎ 1912, p. 551-578 (lire en ligne sur Gallica).

- « Notice sur les manuscrits éthiopiens 7-55 de la collection d'Abbadie (II) », Journal asiatique, vol. 20,‎ 1912, p. 5-72 (lire en ligne sur Gallica).
- « Notice sur les manuscrits éthiopiens 121-203 de la collection d'Abbadie (IV) », Journal asiatique, vol. 2,‎ 1913, p. 5-64 (lire en ligne sur Gallica).

- « Notice sur les manuscrits éthiopiens 204-253 de la collection d'Abbadie (V) », Journal asiatique, vol. 6,‎ 1915, p. 189-238 (lire en ligne sur Gallica).

Carlo Conti Rossini publie, en 1925, des manuscrits 254-256 et Luigi Fussella en 1953 l'analyse critique.
Les manuscrits éthiopiens ont été numérisés par la Bibliothèque nationale de France et sont consultables sur Gallica.
Une description des manuscrits à la Bibliothèque nationale est faite en 2010 par Wion et Bosc-Tiessé.

## Carnets de voyage d'Antoine d'Abbadie
Tout au long de son séjour en Éthiopie et dans la Corne de l'Afrique, Antoine d'Abbadie tient un carnet de voyage où il note tout. Ces carnets sont conservés à la Bibliothèque nationale. Dix-sept tomes ont été numérisés et sont disponibles sur Gallica :
- « tome 1, MS 265 »
- « tome 2, MS 266 »
- « tome 3, MS 267 »
- « tome 4, MS 268 »
- « tome 5, MS 269 »
- « tome 6, MS 270 »
- « tome 7, MS 271 »
- « tome ?, MS 272 »
- « tome 10, MS 273 »
- « tome 11, MS 274 »
- « tome 12, MS 275 »
- « tome 13, MS 276 »
- « tome 14, MS 277 »
- « tome 15, MS 278 »
- « tome ??, MS 279 »
- « tome ??, MS 280 »
- « tome ??, MS 281 »

La transcription de ces carnets en format texte est ouverte au travail collaboratif : « Carnets d'Antoine d'Abbadie », sur Transcrire.

### Nécrologie
- R. Radau, « Nécrologie : Antoine Thompson d'Abbadie », Astronomische Nachrichten, vol. 143,‎ 1897, p. 213-214 (lire en ligne).

- Max de Nansouty, « Nécrologie : Antoine d'Abbadie », Bulletin de la Société Ramond, vol. 2,‎ 1897, p. 45-50 (lire en ligne sur Gallica). .

- Henri de Parville, « Antoine Thompson d'Abbadie », La Nature, no 1252,‎ 1897, p. 307-310 (lire en ligne).

- « M. Antoine d'Abbadie », A Travers le Monde, no 20,‎ 15 mars 1897, p. 159 (lire en ligne sur Gallica).

- Col. Bassot et Henri Dehérain, « Antoine d’Abbadie (1810-1897) », Revue Générale des Sciences Pures et appliquées, no 7,‎ 15 avril 1897, p. 285-288 (lire en ligne sur Gallica).

- Philippe-Eugène Hatt, « Notice sur la vie et les travaux de M. d'Abbadie », Comptes rendus des séances de l'Académie des sciences, vol. 126,‎ 17 janvier 1898, p. 173-181 (lire en ligne sur Gallica). .

- Charles Petit, « Antoine d'Abbadie », dans La Tradition aux Pays Basque, Paris, Bureau de la Tradition nationale, 1899 (disponible sur Internet Archive). , pages 539-560.

- Henri Dehérain, Études sur l'Afrique Soudan oriental, Éthiopie, Afrique équatoriale, Afrique du Sud, Paris, Hachette, 1904, 301 p. (lire en ligne), Antoine d'Abbadie, explorateur de l'Ethiopie : pages 107-119.
- Gaston Darboux, « Notice Historique sur Antoine d'Abbadie », Mémoires de l'Académie des sciences de l'Institut de France, vol. 50,‎ 1908, p. 35-103 (lire en ligne sur Gallica). .

- Alexandre Acloque, « Antoine d'Abbadie, explorateur (1810-1897) », Les Contemporains, no 967,‎ 23 avril 1911, p. 1-16 (lire en ligne).

### Biographie
- (en) Charles Tilstone Beke, An enquiry into M. Antoine d'Abbadie's journey to Kaffa, in the years 1843 and 1844, to discover the source of the Nile, Londres, J. Madden, 1859, 450 p. (disponible sur Internet Archive).

- (en) Mireille Pastoureau, « Antoine d'Abbadie : 1810-1897 », Geographers biobibliographical studies, vol. III,‎ 1979, p. 29-33 (présentation en ligne).

- Jean-Louis Davant (dir.) et al., Antoine d'Abbadie 1897-1997 : Congrès International 1997, Hendaye, Sare, Eusko Ikaskuntza, 1998, 705 p. (ISBN 978-84-89516-71-7).

- Anthony Turner et Jean-Paul Poirier, Antoine d'Abbadie, Paris, Académie des Sciences, coll. « Mémoire de la science », janvier 2002, 127 p. (présentation en ligne).

- Jean-Paul Poirier (préf. Jean Dercourt), Antoine d'Abbadie : Voyageur et physicien du globe au XXe siècle, Paris, Hermann, coll. « Histoire des sciences », janvier 2002, 128 p. (ISBN 978-2-7056-6897-6, présentation en ligne).

- Jean Dercourt (dir.), Antoine d'Abbadie, 1810-1897 : de l'Abyssinie au Pays basque, voyage d'une vie, Biarritz, Atlantica, avril 2010, 205 p..

- Patri Urkizu Sarasua (trad. du basque par Edurne Alegria Aierdi), Antoine d'Abbadie (1810-1897) : essai biographique, Biarritz, Atlantica, octobre 2011, 352 p. (ISBN 978-2-7588-0437-6, présentation en ligne). .

- Jean-Baptiste Hiriart-Urruty, « Antoine d’Abbadie (1810-1897) : d’Irlande au Pays basque, en passant par Toulouse, l’Ethiopie et bien d’autres contrées », Académie des Sciences, Inscriptions et Belles-Lettres de Toulouse,‎ 9 juin 2011, p. 1-11 (lire en ligne).

- Pierre Camberlin, « Antoine d'Abbadie, l'itinéraire météorologique d'un «savant aux pieds nus» : de l'Éthiopie à la Société météorologique de France », La Météorologie, no 107,‎ 2019, p. 29-35 (présentation en ligne).

- Joseph Tubiana, « Les moissons du voyageur ou l'aventure scientifique des frères d'Abbadie (1838-1848) », sur Euskonews & Média

- « La vie d'Antoine d'Abbadie d'Arrast (première partie) », sur Euskal Herria Lehen - Pays Basque d'Antan, 7 août 2020

- « La vie d'Antoine d'Abbadie d'Arrast (deuxième partie) », sur Euskal Herria Lehen - Pays Basque d'Antan, 7 septembre 2020

- « La vie d'Antoine d'Abbadie d'Arrast (troisième partie) », sur Euskal Herria Lehen - Pays Basque d'Antan, 7 octobre 2020

- « La vie d'Antoine d'Abbadie d'Arrast (quatrième partie) », sur Euskal Herria Lehen - Pays Basque d'Antan, 7 novembre 2020

- « La vie d'Antoine d'Abbadie d'Arrast (cinquième partie) », sur Euskal Herria Lehen - Pays Basque d'Antan, 7 décembre 2020

- « La vie d'Antoine d'Abbadie d'Arrast (sixième partie) », sur Euskal Herria Lehen - Pays Basque d'Antan, 21 janvier 2021

- « La vie d'Antoine d'Abbadie d'Arrast (septième partie) », sur Euskal Herria Lehen - Pays Basque d'Antan, 19 février 2021

### Générale
- (en) Donald Crummey, Land and Society in the Christian Kingdom of Ethiopia : From the Thirteenth to the Twentieth Century, James Currey Publishers, 2000, 373 p. (ISBN 978-0-85255-763-1, présentation en ligne).

- Georges Malécot, « Les voyageurs français et les relations entre la France et l'Abyssinie de 1835 à 1870 », Outre-Mers. Revue d'histoire, vol. 211,‎ 1971, p. 137-182 (lire en ligne) sur « Persée ».

- Éloi Ficquet, "Dictionnaire des orientalistes de langue française", Paris, IISMM-Karthala, 2008.

- Numa Broc, Dictionnaire des explorateurs français du XIXe siècle, T.1, Afrique, CTHS, 1988, p. 1

- François Angelier, Dictionnaire des voyageurs et explorateurs occidentaux du XIIIe au XXe siècle, p. 13-15, Pygmalion, Paris, 2011  (ISBN 978-2-7564-0156-0)